# Benjamin Herman (zenész)
Benjamin Herman (London, 1968. május 9. –) holland szaxofonos, fuvolás. Zenekara a New Cool Collective.

## Pályakép
A Hilversum Konzervatóriumban tanult, ahol 1991-ben cum laude diplomát szerzett. Ebben az évben ő volt az egyetlen európai, akik kiválasztottak a Thelonious Monk versenyre.
Később a Manhattan School of Musicban is tanult.
Herman 1993-ban alapította meg a New Cool Collective-ot, egy nyolcfős együttest, amely a jazz-, a soul- és a latin zenét játszik.

## Albumok
- 1997: Café Alto
- 1999: Get In
- 2000: Benjamin Herman Plays Misha Mengelberg
- 2002: Benjamin Herman Plays Jaki Byard (feat. Pierre Christophe)
- 2004: Heterogenity (feat. Bert Joris und Misha Mengelberg)
- 2005: The Itch
- 2006: The London Session
- 2008: Hypochristmastreefuzz
- 2009: Campert, De Tijd Duurt Één Mens Lang
- 2010: Blue Sky Blond
- 2012: Deal (Jesse van Ruller, Carlo de Wijs, Manuel Hugas, Joost Kroon und The City of Prague Philharmonic)
- 2012: Blue Sky Blond
- 2013: Café Solo
- 2014: Trouble (featuring Daniel von Piekartz)
- 2017: Herman/Bennink/Beets/Jacobs: Quartet NL (Peter Beets, Han Bennink, Ruud Jacobs)
- 2018: Bughouse (Reinier Baas, Peter Peskens, Olav van den Berg)
- 2022: True Loves Flame (Anna Serierse, Alexander van Popta, Thomas Pol, Niek de Bruijn)

## Díjak
- 1991 – Wessel Ilcken Prijs
- 2000 – Edison Award with New Cool Collective, best jazz album (BIG)
- 2001 – Heineken Crossover Award with New Cool Collective
- 2001 – De Gouden Notekraker with New Cool Collective
- 2005 – Edison Award best jazz album (Heterogeneity)
- 2005 – Feel Good Jazz Award
- 2006 – VPRO/Boy Edgar Prijs
- 2008 – Equire Magazine Best Dressed Man 2008
- 2008 – Edison Award best jazz album (Campert, de Tijd Duurt Eén Mens Lang)
- 2017 – Edison Award with New Cool Collective, best world music album (‘’New Cool Collective Big Band featuring Thierno Koite’’)